# Ole Bornedal
Ole Bornedal (Nørresundby, 26 maggio 1959) è un regista e attore danese.

## Biografia
Fra le sue pellicole di maggior successo Il guardiano di notte, per cui curò anche il remake statunitense, Nightwatch - Il guardiano di notte del 1997, interpretato da Ewan McGregor e Nick Nolte. 

## Filmografia

### Regista

#### Cinema
- Il guardiano di notte (Nattevagten) (1994)
- Nightwatch - Il guardiano di notte (Nightwatch) (1997)
- I am Dina - Questa è la mia storia (I Am Dina) (2002)
- Vikaren (2007)
- Kærlighed på film (2007)
- Fri os fra det onde (2009)
- The Possession (2012)
- Dræberne fra Nibe (2017)
- Så Længe Jeg Lever (2018)
- Un'ombra negli occhi (2021)

#### Televisione
- I en del af verden - film TV (1993)
- Masturbator - film TV (1993)
- Sprængt nakke - cortometraggio TV (1995)
- Dybt vand - film TV (1999)[1]